# Dominic Demschar
Dominic Demschar (ur. 19 maja 1993) – australijski narciarz alpejski, dwukrotny olimpijczyk.

## Kariera
Po raz pierwszy na arenie międzynarodowej pojawił się 6 sierpnia 2008 roku podczas zawodów FIS Race w australijskim Mount Buller. Zajął wtedy w slalomie 13. miejsce na 21 sklasyfikowanych zawodników. Debiut w Pucharze Świata zanotował 3 grudnia 2017 roku, kiedy to w Beaver Creek nie zdołał się zakwalifikować do drugiego przejazdu w gigancie. Jak na razie nie udało mu się zdobyć pucharowych punktów.
W 2012 i 2014 brał udział w mistrzostwach świata juniorów. Najlepszy wynik osiągnął na mistrzostwach w 2014 roku w Jasnej, kiedy to w slalomie zajął 36. miejsce. Rok po juniorskich mistrzostwach, w 2015 roku wystartował na mistrzostwach świata w Beaver Creek. Nie ukończył wtedy rywalizacji w gigancie. Dwukrotnie uczestniczył na zimowych igrzyskach olimpijskich. Najpierw na igrzyskach w 2014 roku w Soczi w gigancie uplasował się na 39. miejscu, natomiast slalomu nie ukończył. Cztery lata później na igrzyskach w Pjongczang ponownie nie ukończył slalomu, a w gigancie zajął 33. lokatę.

## Osiągnięcia

### Igrzyska olimpijskie
| Miejsce | Dzień     | Rok  | Miejscowość | Konkurencja | Czas biegu  | Strata  | Zwycięzca       |
| ------- | --------- | ---- | ----------- | ----------- | ----------- | ------- | --------------- |
| 39.     | 19 lutego | 2014 | Soczi       | Gigant      | 2:53,77 min | +8,48 s | Ted Ligety      |
| DNF2    | 22 lutego | 2014 | Soczi       | Slalom      | -           | -       | Mario Matt      |
| 33.     | 18 lutego | 2018 | Pjongczang  | Gigant      | 2:26,75 min | +8,71 s | Marcel Hirscher |
| DNF1    | 22 lutego | 2018 | Pjongczang  | Slalom      | -           | -       | André Myhrer    |

### Mistrzostwa świata
| Miejsce | Dzień     | Rok  | Miejscowość       | Konkurencja | Czas biegu | Strata | Zwycięzca  |
| ------- | --------- | ---- | ----------------- | ----------- | ---------- | ------ | ---------- |
| DNF1    | 13 lutego | 2015 | Vail/Beaver Creek | Gigant      | -          | -      | Ted Ligety |

### Mistrzostwa świata juniorów
| Miejsce | Dzień     | Rok  | Miejscowość | Konkurencja     | Czas biegu  | Strata   | Zwycięzca            |
| ------- | --------- | ---- | ----------- | --------------- | ----------- | -------- | -------------------- |
| DNF1    | 2 marca   | 2012 | Roccaraso   | Zjazd           | -           | -        | Ryan Cochran-Siegle  |
| DNF1    | 3 marca   | 2012 | Roccaraso   | Supergigant     | -           | -        | Ralph Weber          |
| DNF1    | 7 marca   | 2012 | Roccaraso   | Gigant          | -           | -        | Henrik Kristoffersen |
| DNF1    | 9 marca   | 2012 | Roccaraso   | Slalom          | -           | -        | Santeri Paloniemi    |
| DNF1    | 26 lutego | 2014 | Jasná       | Supergigant     | -           | -        | Marco Schwarz        |
| DNF1    | 26 lutego | 2014 | Jasná       | Superkombinacja | -           | -        | Matteo De Vettori    |
| 44.     | 4 marca   | 2014 | Jasná       | Gigant          | 2:12,08 min | +8,94 s  | Henrik Kristoffersen |
| 36.     | 5 marca   | 2014 | Jasná       | Slalom          | 1:48,37 min | +11,16 s | Henrik Kristoffersen |